# Club Deportivo Arturo Fernández Vial
El Club Deportivo Arturo Fernández Vial es una institución de fútbol de Chile de la ciudad de Concepción en la Provincia de Concepción, Región del Biobío. Fue fundado el 7 de diciembre de 1897 como Internacional F.C y refundado el 15 de junio de 1903. Actualmente se encuentra en receso debido a un litigio judicial entre la Corporación y la SADP.
La centenaria institución se identifica desde sus inicios con el gremio de los trabajadores ferroviarios y la clase obrera en general, y es uno de los equipos más tradicionales de la región y del sur de Chile. Es el primer club chileno, en ascender desde el fútbol amateur —Tercera División— al profesionalismo —Segunda División, actual Primera B— y llegar de inmediato a Primera División de manera consecutiva en dos campeonatos.
Los colores que identifican al club son el negro y el amarillo, característicos de su tradición ferroviaria. En tanto, su escudo, de los mismos colores, reproduce las iniciales del club y cinco estrellas.
En su historia ha disputado 9 temporadas en Primera División. Cuenta con 1 título de Segunda División, 1 de Segunda División Profesional, 3 de Tercera División, 1 del Campeonato Nacional Amateur y 2 del Campeonato Regional de Fútbol.
Ejerce su localía en el Estadio Municipal de Concepción, que actualmente posee una capacidad de 35 000 espectadores.
Sus clásicos rivales son Naval —sucesor del antiguo club homónimo— y Deportes Concepción con el cual protagoniza el llamado Clásico Penquista.
En 2011 el club sufrió una dramática separación por sus hinchas, que terminó con dos instituciones paralelas: el «Club de Deportes Arturo Fernández Vial S.A.D.P.», club que fue reconocido por la ANFP, el cual después sería desafilado por deudas millonarias; y la «Corporación Club Deportivo Arturo Fernández Vial», que se había fundado paralelamente y no era reconocida oficialmente por las autoridades del balompié como el legítimo «Vial». En el año 2015, ambos clubes se fusionaron, quedando el nombre del segundo equipo, para intentar regresar al profesionalismo, lográndolo al ser aceptados en Segunda División Profesional. 6 años después, el 25 de junio de 2021, el Consejo de Presidentes de la ANFP, aprobó el ascenso de Arturo Fernández Vial a la Primera B, lo que de paso, significó su regreso a la categoría de plata del fútbol chileno, después de 12 años de ausencia.
Desde el 2018, con el ascenso a la 2.ª. División Profesional, y como requisito impuesto por la ANFP, la rama de fútbol profesional se concesiona a Estación Aurinegra SADP, cuyo presidente hoy es Martín Iribarne.

## Historia

### Club Deportivo Ferroviario Internacional

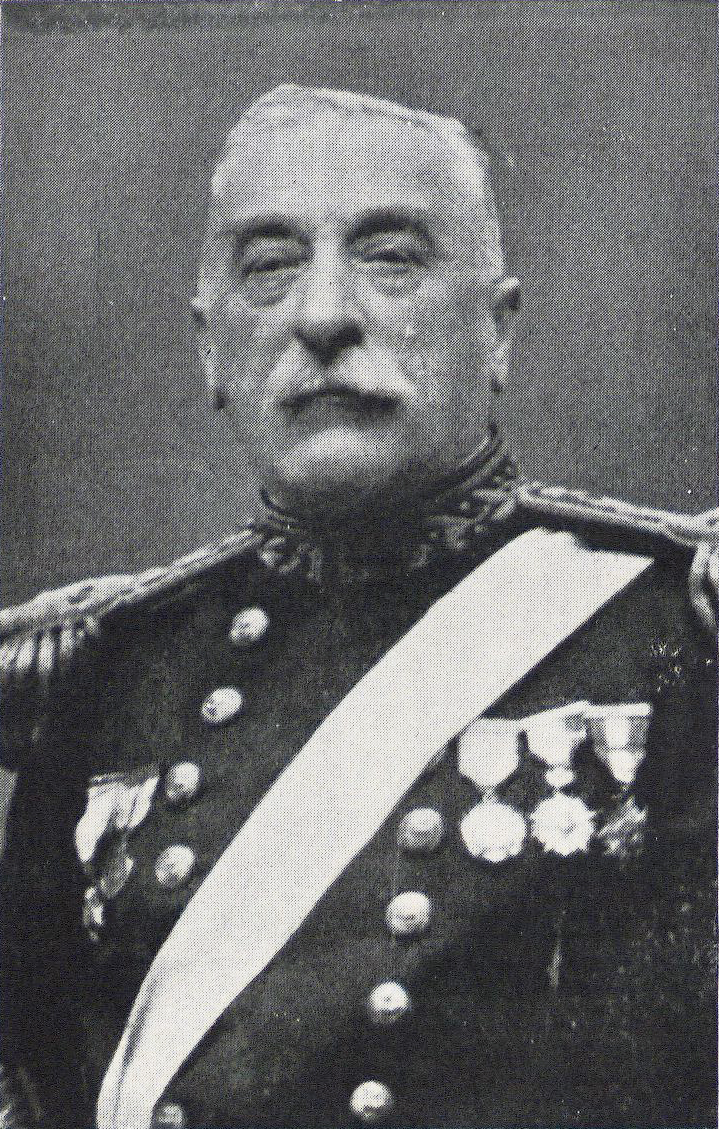
Contraalmirante Arturo Fernández Vial.

Los orígenes de Fernández Vial se encuentran en la fundación del Club Deportivo Ferroviario Internacional, o International F. C. según otras fuentes, en diciembre de 1897 en Concepción, institución que agrupaba a los trabajadores de la Maestranza de los Ferrocarriles del Estado, residentes en la ciudad.
A causa de los incendios que sufrieron las distintas sedes de la institución a lo largo de su historia, no existen documentos que respalden a la Maestranza de Ferrocarriles como lugar de fundación del club o que el nombre de la entidad antecesora y generadora de Fernández Vial fuese International F. C., siendo dicha versión construida sobre la base de relatos de algunos dirigentes e hinchas testigos de los primeros años del club.
En mayo de 1903 se proclamó una huelga por parte de los trabajadores ferroviarios y de los estibadores portuarios en la ciudad de Valparaíso, que desencadenó escenas de violencia en la ciudad, llevando incluso a declarar a la ciudad en estado de sitio. En medio de las discusiones, el almirante Arturo Fernández Vial, exdirector de Territorio Marítimo y sobreviviente del combate naval de Iquique, fue designado para intervenir por el presidente de la República, Germán Riesco. Sin embargo, el almirante, ignorando las órdenes, intercedió en favor de los huelguistas ante un tribunal, con tal de zanjar el problema, logrando su objetivo, sin derramar una sola gota de sangre.
Tal hecho generó admiración y, por motivo de su actuar, el Club International F. C. decidió, el 15 de junio de 1903, cambiar su nombre a «Club Deportivo Ferroviario Almirante Arturo Fernández Vial».

### Los inicios y la Copa Té Ratanpuro
El primer directorio del club, con su nombre actual, estuvo compuesto por Arturo Millard, como presidente; Enrique Koppnan, vicepresidente; Arturo Colvin, en el cargo de secretario; Luis Meylan, de tesorero; y los directores Víctor Arriagada, Luis Bravo, Samuel Mackay, Luis Acosta, Orlando Odgers, Walter Bateman y Enrique Gilibrand.
El club destacó desde un inicio por su alto grado organizativo. Contaba con cancha propia a orillas del río Biobío en el sector llamado Chepe. Sus estatutos aceptaban socios de todas las nacionalidades, pero chilenos de preferencia. La cuota de inscripción era de dos pesos y una mensualidad de un peso. En sus inicios, el Internacional fue un gran difusor del fútbol entre los años 1897 y 1903, promoviendo este deporte principalmente en los pueblos cercanos a Concepción.

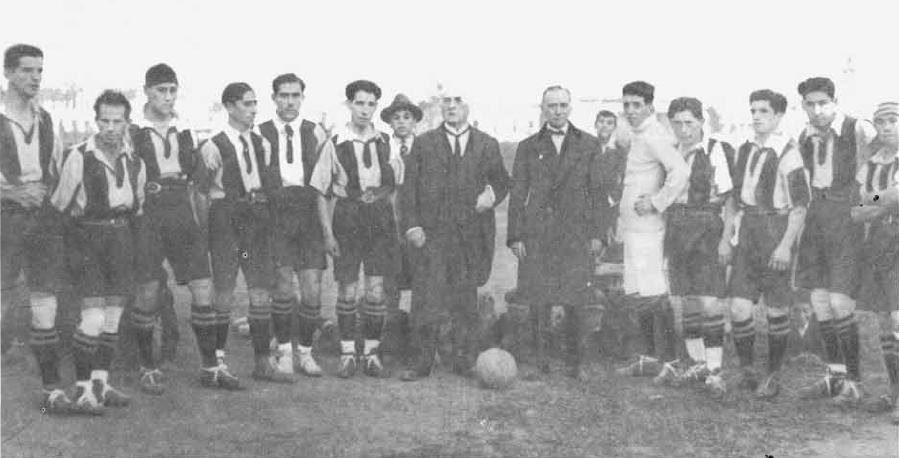
Plantel de honor del club en compañía del almirante Arturo Fernández Vial.

Tres años más tarde, Fernández Vial, en idea conjunta con Unión F. C., American, Sargento Aldea, 10 de julio, Chile-Alemania, English United, 27 de mayo, Victoria Royal, Bartolomé Fuentes, Julio, G. Aylihg, Concepción United, Brasil y Gutemberg, fundó la Asociación de Fútbol de Concepción el 2 de mayo de 1906. En su debut oficial en la misma, Fernández Vial alineó a Fuentes, Salgado, Villablanca, L. Zúñiga, C. Zúñiga, C. Gacitúa, Durán, Olmedo, White, Astudillo y J. Gacitúa.
El primer gran triunfo de la máquina aurinegra se produjo en 1910, en un histórico partido en el paradero 12 de los antiguos tranvías Concepción-Talcahuano. Los vialinos acabaron con la hegemonía regional del, hasta entonces invicto, Concepción United. Ese mismo año, la Asociación de Fútbol de Concepción organizó la Copa Té Ratanpuro, certamen patrocinado por la empresa del mismo nombre y en el cual participaban clubes desde Talca hasta Temuco. En su primera versión, el torneo estuvo compuesto por los clubes California, Comercial, Concepción United, Brasil, Unión, Magallanes, Chacabuco, Baquedano, Caupolicán y Caldereros, a los que más tarde se sumaron Rangers de Talca y Fernández Vial.
Tras presenciar las consagraciones de Concepción United, Caupolicán y Caldereros, en 1914, Fernández Vial se adjudicó la Copa Té Ratanpuro, marca que repitió en los años 1915 y 1916, transformándose de este modo en el primer club en alcanzar un tricampeonato, lo que le permitió, de acuerdo a las bases del campeonato, qudarse con el trofeo en propiedad. En el plantel de aquellos años destacaban figuras como Vega, Aqueveque, Astudillo, Ulloa, Sierra, Cruz, Paredes, Toro, B. Muñoz, H. Muñoz y Molina. Durante este periodo el club tuvo en Horacio Muñoz y Bartolo Muñoz a sus primeros seleccionados nacionales.

### Años 1920 y 1930

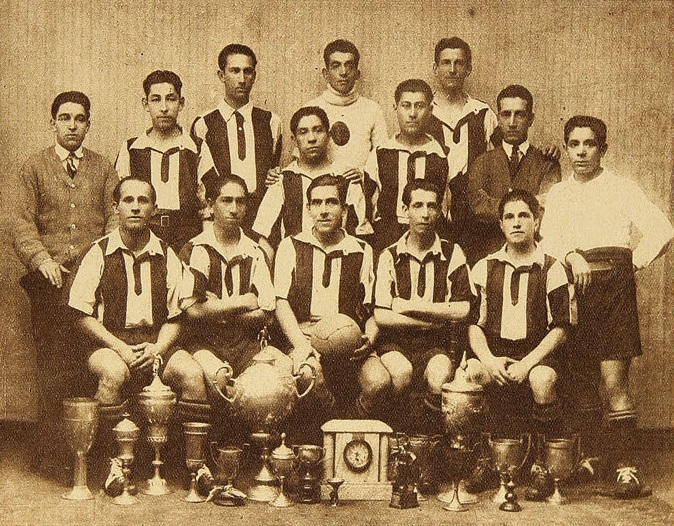
Fernández Vial en los años 1920.

Con el exjugador Horacio Astudillo como presidente, a partir de fines de los años 1910, Fernández Vial experimentó una consolidación institucional. Prueba de ello fueron los 5 equipos que inscribió en las serie de la Asociación de Fútbol de Concepción en 1920, estando el plantel de honor conformado por Vega, Gaete, J. Muñoz, Ulloa, Vera, Ormeño, Jerez, Carrasco, B. Muñoz, Toto y H. Muñoz. Fue en esa temporada, además, cuando comenzó a gestarse al rivalidad frente a Lord Cochrane.
En la segunda mitad de la década de 1920, Fernández Vial contó con grandes planteles entre los cuales destacaron jugadores como Alberto Robles, Horacio Muñoz y Humberto Lara, este último seleccionado olímpico. No obstante, la falta de actas oficiales de la Asociación de Concepción o del propio club en ese período, no permiten establecer con certeza si Fernández Vial obtuvo títulos durante esos años. Además, el ya mencionado Horacio Muñoz, junto a Manuel Figueroa, reforzaron el plantel de Colo-Colo durante la gira que este emprendió por América y Europa en 1927.
El 23 de noviembre de 1930, Fernández Vial conquistó un nuevo campeonato de la Asociación de Fútbol de Concepción tras empatar en la fecha final del torneo ante Lord Cochrane por 3-3, con anotaciones de Cifuentes, Navarro y Carrasco. Al año siguiente, reforzado con jugadores Lord Cochrane y del Club Elgueta, el club continuó con su buen rendimiento deportivo al derrotar a Colo-Colo, campeón de la División de Honor de la Asociación de Football de Santiago, por 4-3, el 8 de marzo de 1931, victoria que le valió los elogios de la prensa local dado el carácter instrínsecamente amateur de la institución frente a las acusaciones de profesionalismo a esa altura constantes en Colo-Colo. Días antes, varios jugadores del plantel habían integrado el seleccionado de Concepción que empató 3-3 frente a Independiente de Avellaneda de Argentina.

### Años 1940 y el Campeonato Nacional Amateur
Durante la primera mitad de la década de 1940 Fernández Vial se consagró campeón de la Asociación de Concepción en la temporada 1941, año en el que también obtuvo el Campeonato de Apertura, y subcampeón en 1943, por detrás de Caupolicán, y 1944. Este último año la Asociación, en el marco del festival del día de la raza, organizó un encuentro entre el campeón y subcampeón de esa temporada, Fernández Vial y Lord Cochrane. El conjunto aurinegro se impuso a su clásico rival por 7 a 1 con anotaciones de Lorenzo Sáez (2), Antonio Sierra (4) y José Andaur, triunfo que refrendó en la revancha, pactada para el 12 de noviembre, al ganar por 3 tantos a 1.
En 1945, ante el fracaso de Lord Cochrane la temporada anterior, la Asociación de Concepción resolvió entregar a Fernández Vial la organización del equipo representante de la ciudad en el Campeonato Nacional Amateur de ese año. Para ello la directiva decidió retirar al club de la competición local y concentrarse únicamente en la conformación del seleccionado. Finalmente, tras superar a Schwager, Talcahuano, Chillán y Temuco, ganó el derecho de disputar la final del certamen de asociaciones de la ANFA, en la que superó a Ovalle por 3-2 ante más de 10 000 espectadores en el campo municipal de deportes de Concepción el 16 de diciembre de 1945 con goles de Poblete (2) y Rojas. En el equipo campeón destacaron figuras como Enrique Obregón, Segundo Godoy y Antonio Sierra.
En los años siguientes, el club continuó realizando buenas actuaciones a nivel local, tras imponerse en la Serie de Honor de la Asociación de Fútbol de Concepción en 1946 al sumar 41 unidades, dos más que Lord Cochrane, con un plantel conformado por Obregón, Belmar, Cruz, Picero, Alarcón, Bastias, Moraga, Godoy, Poblete, Andaur y Sierra, además de adjudicarse el campeonato de fútbol en las Olimpiadas Ferroviarias organizadas por la Empresa de los Ferrocarriles del Estado en 1949. En el plano dirigencial, en 1948 comenzaron las gestiones para la compra de los terrenos del Estadio Ferroviario, tarea encomendada al dirigente del club Miguel Pino y para la que EFE se comprometió a entregar $810.000, sin embargo, a causa de algunos impedimentos legales la empresa estatal no pudo entregar la totalidad de los recursos prometidos, siendo el club quien debió contribuir con $310.000 más para la adquisición del predio, el cual fue traspasado oficialmente a Fernández Vial el 10 de octubre de 1972 por el decreto de ley Nº17.737.

### El Campeonato Regional de Fútbol 1949-1966

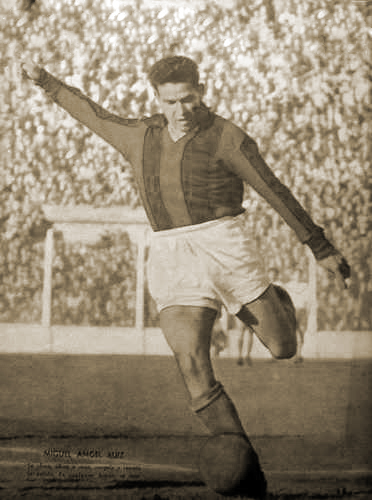
El argentino Miguel Ángel Ruiz jugó por Fernández Vial en 1966.

También en 1949, con el objetivo de fortalecer la competencia local frente al avance del campeonato de Primera División de la Asociación Central de Fútbol, varias asociaciones del sur del país decidieron dar forma al Campeonato Regional de Fútbol, que en su primera versión contó con la participación de los clubes Fiap, Marcos Serrano y Carlos Werner de la ciudad de Tomé; Vipla y Minerales de Lirquén; Coquimbo Crav y Fanaloza de Penco; Gente de Mar, San Vicente, Gold Cross y Asociación Naval de Talcahuano y Lord Cochrane, Caupolicán, Universitario, Victoria de Chile, Militar, La Pampa y Galvarino. La competencia fue ganada por Asociación Naval, quien superó a Fiap y Marcos Serrano, mientras que Fernández Vial acabó en el quinto puesto.
Es menester señalar que si bien en un comienzo el Campeonato Regional tuvo un carácter principalmente amateur, con el transcurso de los años la mayor parte de los clubes pagaba remuneraciones a sus jugadores, ya sea de forma directa o a través de la asignación de puestos de trabajo en las empresas e instituciones que apoyaban a cada equipo.
En sus primeras temporadas en el Campeonato Regional, Fernández Vial ocupó posiciones secundarias, finalizando sexto en 1950, séptimo en 1951 y décimo en 1952 y 1953. Ante esta situación, y en vista de la dificultad que representaba competir económicamente con los otros equipos del torneo, la directiva del club solicitó el apoyo financiero de EFE mediante el cobro de cuotas en la Maestranza de Ferrocarriles de la estatal. Lo anterior permitió mejorar los resultados del club, alcanzando la sexta posición en 1956 y el subcampeonato en 1957, temporada en la que destacó la actuación del jugador argentino Alberto Focchi, así como la derrota ante el campeón Naval por 4 tantos a 2 el 3 de noviembre de 1957 ante 13.540 espectadores con una recaudación de $1.706.665.
Finalmente, con una alineación conformada por Onofre Pino, Muñoz, Ramírez, Arévalo, Romulo Osses, Hugo Osses, V. Barahona, Díaz, Feliciano San Martín, Luis Reyes, Valenzuela y Vivanco, Fernández Vial se adjudicó el Campeonato Regional en 1958 y 1959. El 4 de enero de este último año destacó además la victoria sobre Santiago Wanderers de Valparaíso, vigente campeón de la Primera División de la ACF, por 6 a 1.
Después de finalizar tercero en 1960, temporada en la que venció a Lord Cochrane en ambos encuentros por 5 a 1 y 3 a 2, en 1961 el club vivió uno de los momentos más difíciles de su historia luego del incendio que sufrió la sede de la institución, ubicada en calle Prat frente a Maipú, el 11 de febrero de ese año, en el que se perdió gran parte de la documentación, así como varios trofeos obtenidos por el equipo. Entre los que pudieron ser salvados se cuenta la Copa Té Ratampuro, ganada en propiedad por el club en 1916, gracias a la intervención del dirigente Carlos Navarro. Tras la tragedia, Fernández Vial recibió muestras de solidaridad de diversas instituciones de todo el país, entre ellas el club Ferrobádminton de Santiago, también representativo del gremio de ferrocarriles, se ofreció para disputar un encuentro a beneficio el 25 de febrero de 1961.
En los años posteriores, el Vial no consiguió repetir las actuaciones de fines de los años 1950, ubicándose normalmente en medianía de la tabla de posiciones del Regional, tendencia que se repitió hasta su última campaña en 1966, pese a contar con la presencia en el plantel del volante argentino Miguel Ángel Ruiz, proveniente de Huachipato y campeón de la Primera División de Argentina con San Lorenzo en 1959.

### Ingreso y ascenso a Primera División
Desde mediados de la década de 1960 el Campeonato Regional de Fútbol entró una etapa de decadencia, principalmente a causa del éxodo de varios clubes a la Asociación Central de Fútbol. Lo anterior propició que los medios de comunicación de Concepción, respaldados por la Asociación de Fútbol de Concepción, fomentaran la creación de una institución representativa de la ciudad en el profesionalismo. Finalmente, el 29 de febrero de 1966 fue fundado Deportes Concepción Unido producto de la fusión de los clubes Galvarino, Liverpool, Santa Fe, y Juvenil Unido, a los que se les sumó el apoyo moral y deportivo de Lord Cochrane. Fernández Vial, al igual que Universitario, fue invitado a unirse al nuevo club, no obstante, rechazó lo propuesta en favor de mantenerse de forma independiente.
De esa misma época datan los primeros intentos de Fernández Vial para ingresar al profesionalismo, sin embargo, la Asociación Central de Fútbol (ANFP desde 1987) decidió privilegiar administrativamente el ingreso de Deportes Concepción en desmedro de los vialinos, continuando luego una seguidilla de intentos fallidos por entrar al fútbol rentado pero siendo impedido una y otra vez por las gestiones de ese citado club. No fue hasta 1981 que el Vial se incorporó a las competiciones nacionales, específicamente a la por entonces recién creada Tercera División de Chile.
En su primera temporada, con Álex Veloso en el banquillo, Fernández Vial se consagró campeón de Tercera División tras derrotar en partido de definición a Deportes Laja por 1 a 0. Al año siguiente con gran parte del plantel que había obtenido el título la temporada anterior pero bajo la conducción de Antonio Vargas el club se coronó campeón de la Segunda División tras empatar en la última fecha 2 a 2 con Deportes Colchagua lo que le permitió sumar 56 puntos uno más que su más cercano perseguidor Everton de Viña del Mar. De este modo Fernández Vial se convirtió en el único club chileno, hasta la fecha, en pasar en dos años de Tercera a Segunda y luego a Primera División.
En 1982 Arturo Fernández Vial también disputó el primer clásico penquista frente a Deportes Concepción el cual finalizó 0 a 0 ante 18.125 espectadores.

### Años 1980 y 1990
En su temporada de debut en primera división pese a realizar una mala campaña en el torneo de apertura consiguió una buena presentación en el campeonato nacional posicionándose a mitad del torneo en puestos de avanzada, sin embargo luego de una irregular segunda rueda finalizó en el noveno puesto sobre veintidós equipos. No fue así en 1984, tras ubicarse en el duodécimo puesto de la zona sur del campeonato nacional el club descendió a segunda división.
En 1982 Don Octavio "Chascón" Ríos Espinoza fue presidente del club, impulso el equipo con recursos propios, ya que fue jugador de Fernández Vial le tenía un gran cariño. Luego se inició el llamado a Nelson Acosta el cual en una entrevista dijo cito "Yo me había retirado hace un par de meses y me dijeron Pelado, tienes que darnos una mano porque no tenemos casa. Se fue Don Octavio Ríos Espinoza, presidente del club en la década de los ochenta, fallecido a mediados de los noventa, que era el que movía a Vial, también se fueron los extranjeros porque, al irse él, la institución cayó en un caos", señaló el técnico sobre esos años.
Solamente un año estuvo Fernández Vial en Segunda División, ya que en 1985 bajo la conducción técnica de Nelson Acosta consiguió nuevamente el ascenso tras escoltar a Cobreandino campeón de dicha categoría. Al año siguiente el club logró el subcampeonato del torneo de apertura (Copa Chile 1986), luego de ganar la zona sur superando entre otros a Colo-Colo y perder la final frente a Cobreloa. En el campeonato nacional se ubicó en el duodécimo puesto.

### El segundo descenso
En los años posteriores, en el club solamente realizó campañas irregulares, posicionándose normalmente en la parte baja de la tabla. No obstante tras un discreto décimo lugar en 1990, en la temporada 1991 y reforzándose con el uruguayo Servando Vecino (que 2 años antes logró el ascenso a Primera División con Santiago Wanderers), el equipo vialino que era dirigido por Eduardo Cortázar, consiguió su mejor posición en la Primera División, finalizando en el quinto lugar y clasificando a la pre-liguilla para la Copa Libertadores, siendo eliminado por su archirrival Deportes Concepción. En 1992 Fernández Vial no pudo repetir su campaña anterior finalizando en la decimoquinta posición entre dieciséis equipos, consumando así su segundo descenso. Incluso el uruguayo Jorge Caraballo, que reforzó al equipo entre 1990 y 1991, puso fin a su carrera como jugador en el club vialino.
Un hito en la historia del club sucedió en agosto de 1995 cuando Mario Alberto Kempes, campeón y goleador del mundial Argentina '78, aceptó la invitación para incorporarse al equipo a instancia de su entrenador Pedro Lucio Oliveira, con quien lo unía una gran amistad. No obstante su edad (42 años) y el hecho que ya estaba retirado, el Matador jugó 11 partidos, anotó 5 goles y se convirtió en la figura del equipo. Si bien no consiguieron clasificar al hexagonal final, su paso generó gran expectación a nivel local, nacional e incluso fue seguido desde Argentina.
En la década de 2000 El Vial (o El inmortal, como es conocido también en el nuevo milenio) vivió momentos difíciles en lo económico que afectaron su accionar deportivo. Sin embargo, y lo más llamativo de este periodo, es que pese a permanecer en la Segunda División por un largo tiempo, y de no haber conseguido logros deportivos desde su ingreso al profesionalismo, fue un club muy popular en la zona.

### Descenso a Tercera División
Pese a tener a jugadores, como el paraguayo Víctor Hugo Ávalos, los uruguayos Gustavo Perla y Peter Vera y el argentino Sebastián Aset en sus filas, en el año 2008 el club casi se zafa del inminente descenso a Tercera División, ya que producto de sus incumplimientos económicos, Deportes Copiapó fue castigado con la resta de 3 puntos. Esto fue publicado tres días después de consumada su derrota en la última fecha como local ante Santiago Wanderers, con lo que los vialinos descendían tras ser sobrepasado por el cuadro de Atacama por un punto. Pero luego de casi 40 días de terminado el torneo y varias apelaciones de un lado y otro, el 15 de diciembre la ANFP removió el castigo a los nortinos, decretando así el descenso definitivo de Fernández Vial a Tercera División, luego de 26 años en el fútbol profesional. La institución aún no asumía el descenso e incluso envió una carta al directorio de la ANFP, reclamando que la decisión de no castigar a Copiapó fue injusta. En enero de 2009, y a las puertas del inicio del torneo de Primera B, la ANFP cerró el tema y finalmente descendió.
El regreso de Fernández Vial a Tercera División fue poco aupicioso, ya que finalizó último en el Grupo Sur y quedó relegado a participar en el Grupo de descenso. En aquella instancia también tuvo un mal desempeño y terminó penúltimo, debiendo jugar una liguilla de promoción para no descender a la Tercera B. En esa liguilla su rival fue General Velásquez, empatando 2-2 en San Vicente de Tagua Tagua y obteniendo idéntico marcador en Concepción, por lo que la llave se resolvió mediante tiros penales, donde los vialinos ganaron y lograron mantener la categoría.
En 2011 realizó una buena campaña y clasificó a la Fase Final para el ascenso a Primera B. En la última fecha llegó con posibilidades matemáticas de ser campeón, pero el triunfo de Barnechea sobre Municipal Mejillones lo dejó en el segundo puesto y sin poder regresar al profesionalismo, a pesar de haber ganado 2-0 a Iberia.

### División
El día 14 de febrero de 2012, ante la proximidad del término del período de Audito Retamal en la dirigencia y sin haber citado a asamblea, los socios del club auto-convocaron a una, de acuerdo a los estatutos de la corporación, a fin de elegir un nuevo directorio y definir su participación en la Tercera División de Chile, bajo el reconocimiento de la Asociación Nacional de Fútbol Amateur de Chile (ANFA).
Así, fue constituida la directiva de «Nuevo Vial», cuyos objetivos serían devolverles el club a los socios, defender los Campos Deportivos de Manquimávida y regresar al fútbol profesional. El cuerpo directivo quedó compuesto por Víctor Fernando Melo como presidente; Nelson Lucero, en la vicepresidencia; Misael Valenzuela, como tesorero; Ricardo Mellado, de secretario y Nolberto Muñoz como director. El cuerpo técnico, por su parte, quedó encabezado por Jorge Rodríguez, en contacto directo con el gerente Alfredo Morales y el coordinador general Iván Burgos.
El presidente Víctor Melo afirmó:

«Somos la dirigencia legal del Vial y ello lo decimos con la fuerza que nos entregan los estatutos de la Corporación y la asamblea de socios del 3 de febrero. Para llegar a este presente hicimos un profundo estudio de la reglamentación que rige a la institución. Fue una tarea compleja, pero muy linda, pues durante su desarrollo se logró juntar a muchos vialinos».

Sin embargo, tras una primera asamblea que terminó abruptamente, el 20 de febrero, Audito Retamal convocó a una nueva, que no estuvo exenta de polémica, en la que fue reelecto por otros socios y en la que, por 97 votos contra 14, se decidió constituir una sociedad anónima deportiva con el fin de inscribir al equipo vialino a la entonces naciente Segunda División Profesional de Chile, a pesar de la asamblea de «Nuevo Vial» que había elegido legalmente a un nuevo directorio.
Frente a esta disputa de directorios, la Asociación Nacional de Fútbol Profesional de Chile (ANFP), liderada por Sergio Jadue, también presidente de la Federación de Fútbol de Chile, reconoció como oficial a la directiva de Audito Retamal y aceptó al club —ahora S.A.D.P.— en la Segunda División Profesional de Chile. Según Retamal, el motivo de su legitimidad por parte de la ANFP era porque la dirigencia legal del club le correspondía a él y que la dirigencia de «Nuevo Vial» no cumplía con requisitos tales como tener al menos dos años de antigüedad de socio en la corporación, además que vencido el período de presidencia, este se prórroga por 60 días más. No obstante, cabe destacar que tanto «Nuevo Vial» como la S.A.D.P., cuando cada directiva asumió la presidencia, no cumplían con el requisito de antigüedad establecido en los estatutos del club.
Pese a la división de directivas, la ANFA dio su apoyo a la «Corporación Nuevo Vial», dirigida por Fernando Melo, cuyo equipo de fútbol fue inscrito y ratificado en Tercera División. El plantel, cuyo entrenador fue Jorge Rodríguez, estuvo compuesto por jugadores como el arquero Carlos Julio, el delantero Felipe Arancibia, Gerson Valle, Francisco Román, Javier Rodríguez, José Ignacio González, Christopher Reyes, Nicolás Vargas, Juan Riquelme, Justo Macaya, Jonathan Mendoza, Mario Acosta, entre otros. A ellos se sumaron Bryan Bobadilla, Daniel Briones, Gonzalo Cisterna, el exdefensor de Deportes Concepción, Jorge Muñoz, y el volante Iván Herrera, más aquellos jugadores que realizaron pruebas para su ingreso en el primer equipo.
Por su parte Sergio Jadue presidente a la vez de la federación reconoció junto con Anfp al club dirigido por Audito Retamal como el legítimo.
En segunda división profesional el club lograba buenos resultados, ganándole a varios equipos del torneo, el cuadro logró un 6.º lugar con 29 ptos, y su máxima posición fue 4.º lugar en las primeras fechas.
 y estando cómodo en la tabla incluso con sus jugadores sin dinero por no pago de sueldos por parte del club, y también siendo el club oficial participando en la Copa Chile dejando sin poder jugar a la otra institución paralela por tener el nombre prácticamente igual y la misma insignia y colores , pero comenzó a haber problemas económicos, ya que se estaban alejando los sostenedores en la directiva de Audito Retamal lo que terminó más adelante en la desafiliacion del club el 27 de diciembre de 2012, Vial debía pagar cerca $220 millones por el costó de su incorporación al torneo, además de ponerse al día en las deudas salariales y previsionales. el club sufrió la partida de la mayoría de sus dirigentes, entre ellos el propio presidente Jorge Oyarce, quedando los aurinegros en manos del alcalde sampedrino Audito Retamal, quien figura como director de la Corporación Deportiva. De hecho, el propio Retamal ha sido quien ha llevado adelante las conversaciones con la Anfp, y quien asumió el compromiso de pago de la inscripción, cuya primera cuota venció a fines de septiembre
Por su parte el club Corporación Nuevo Vial, que no era reconocido por Sergio Jadue presidente de la federación de fútbol y por la Anfp y solo reconocida por Anfa,  en julio de 2012  luego de una discreta campaña, el equipo quedó tempranamente eliminado del campeonato de Tercera División, luego de haber perdido ante Deportes Linares por 2-3, ante unas 85 personas en las graderías. el equipo no pudo clasificar a la ronda final y terminó con 14 puntos, en el quinto lugar de la tabla de posiciones, habiendo ganado cuatro partidos, empatado dos y perdido seis.

### Controversias legales
El 12 de marzo de 2012, la dirigencia de «Nuevo Vial» presentó a los medios de comunicación un documento, en virtud del cual, el Ministerio de Justicia certifica la existencia y vigencia de la personalidad jurídica del club bajo el mando de la corporación. Esto significa, según el presidente Víctor Fernando Melo y el secretario Ricardo Mellado, que el documento avala a la directiva de la corporación como la única poseedora de la personalidad jurídica del Club Deportivo Fernández Vial. Melo concluyó: «Nosotros tenemos el reconocimiento del Seremi de Justicia. Hicimos esos trámites, actualizamos los estatutos y eso nos avala como directiva. Nos toca jugar en Tercera División y tenemos el respaldo de la ANFA. Al Vial no se le va a pasar por encima».
Por su parte, Jorge Oyarce, presidente de la S.A.D.P., señaló: «Ellos no han realizado presentación al Ministerio de Justicia. Lo que hicieron fue recurrir al Tribunal Electoral Regional de Concepción. Ese organismo no ha terminado el proceso de notificaciones por lo que no podría existir un fallo al respecto». Agregó que «lo que pudieron haber obtenido es la personalidad jurídica de un club deportivo distinto. De hecho, ellos se basan en una corporación creada el 12 de febrero de 2012. En ese escenario, la Federación de Fútbol de Chile deberá decidir si acepta o no a ese nuevo club». Posteriormente, Oyarce sostuvo: «Nuestra directiva está ratificada por la Federación de Fútbol de Chile y la ANFP. Somos los continuadores legales del club. Para nosotros es desagradable que haya dos Fernández Vial».
Cabe destacar que la ANFP es la que exige a cada postulante de Segunda División Profesional ser continuador legal e histórico de un club con pasado en la asociación, a fin de ser aceptado su ingreso a la categoría.[cita requerida]
Debido al conflicto, el Seremi de Justicia, Roberto Coloma, precisó algunos puntos del actuar de la entidad gubernamental. Explicó que, si bien los documentos entregados a «Nuevo Vial» señalan cuál es la directiva de la institución, esto no descartaba problemas pendientes en la regularidad, irregularidad o legalidad de dicha directiva. Agregó que cualquier reclamación o impugnación es de competencia exclusiva del Tribunal Electoral Regional y concluyó que, si el Ministerio de Justicia comprobase mediante una fiscalización la existencia de irregularidades, Fernández Vial podría acabar con la suspensión o, incluso, con la cancelación de su personalidad jurídica.
Otro hecho que se sumó a la controversia fue el intento de la directiva de «Nuevo Vial» de impedir que el Fernández Vial de Segunda División Profesional pudiese ocupar el nombre, símbolo y colores de la institución aurinegra, a través de una inscripción de la marca en el Instituto Nacional de Propiedad Industrial (INAPI).
En junio, pese a su afiliación a Tercera División, el club de «Nuevo Vial» no fue incorporado en la Copa Chile 2012-13, debido a que ya había sido incluido el Fernández Vial S.A.D.P., como representante oficial de la histórica institución aurinegra, por disposición de la ANFP.
No obstante, el 27 de diciembre, el consejo de presidentes de la ANFP desafilió al equipo de la S.A.D.P. debido a sus incumplimientos contractuales y al no pago de remuneraciones a sus futbolistas, por lo que el «Nuevo Vial» quedó como el único club representativo del escudo y los colores de Fernández Vial en competiciones deportivas a nivel nacional.
A inicios de 2013, el equipo de la corporación Nuevo Fernández Vial disputó una serie de amistosos de preparación, en los cuales, venció en primera instancia a Club Deportes Concepción Sub-19 por 4-1; luego derrotó al equipo del SIFUP por 2-1; igualó con el plantel adulto de Deportes Concepción por la cuenta mínima y cayó ante este mismo equipo por 1-5; y por último, perdió con Lota Schwager por 4-2. Posteriormente, en su noche de presentación, derrotó a Naval por 4-1.
En mayo de 2013, con Erwin Durán como entrenador, Fernández Vial inició su participación en el Torneo de Apertura de Tercera División A, en el cual cumplió una positiva campaña: luego de haber vencido en la última fecha por 3-2 a Deportes Santa Cruz, ante aproximadamente 1000 espectadores, alcanzó el liderato del grupo de la Zona Sur, con 13 puntos, y clasificó al cuadrangular final. En la primera fase, los aurinegros jugaron seis partidos, de los cuales, ganaron cuatro, empataron uno y perdieron uno.
En el cuadrangular final del Torneo de Apertura de Tercera División A, el equipo se enfrentó a Colchagua, Deportes Quilicura y Provincial Talagante. Finalmente, habiendo jugado cinco partidos en forma invicta, el cuadro de El Almirante jugó en la última fecha contra los talagantinos, el 1 de septiembre de 2013, en el Estadio Municipal Lucas Pacheco Toro: Fernández Vial se impuso como visitante por 3-0 y se proclamó campeón del torneo, en cuya calidad el club ganó tres puntos de bonificación para el Torneo de Clausura.

### Bicampeón de Tercera y ascenso a Segunda
En el Torneo Clausura de Tercera División A, Fernández Vial tuvo un inicio positivo ya que venció por la cuenta mínima a General Velásquez como visitante, el 8 de septiembre de 2013.
Por su parte, los dirigentes del club se acercaron al plantel y exigieron la salida de tres jugadores, con motivos de bajar el monto de las planillas, ya que no tenían dinero para pagarles. Ante esta situación, el plantel completo respaldó a sus compañeros y entre todos llegaron al acuerdo de bajar un porcentaje del sueldo por igual a cada jugador del plantel para evitar la salida de los tres jugadores que iban a ser afectados, bajo la condición de no aceptar nuevos atrasos en el pago de sus sueldos, situación que venía ocurriendo desde junio. Para finales de septiembre, los jugadores le dieron la posibilidad a la directiva de pagar el día 15 —ya que anteriormente habían pactado el día 5 como fecha de pago—, sin embargo ésta anunció que no había dineros para cancelar aún los sueldos, por lo que los pupilos de Erwin Durán decidieron no presentarse a entrenar hasta que haber tenido la totalidad de sus dineros pagados. No obstante, regresaron a las prácticas mentalizados en el duelo pendiente ante Deportes Santa Cruz.
Luego de haber clasificado a la fase final del torneo, los aurinegros jugaron su último partido como visitantes ante Enfoque de Rancagua, que ganó por 2-0. Pese a lo anterior, Fernández Vial alcanzó el primer lugar de la tabla de posiciones de la Zona Sur, con 29 puntos, habiendo ganado ocho partidos, empatado dos y perdido dos, además de obtener una bonificación de tres puntos para la liguilla final.
La liguilla final comenzó el 23 de noviembre. Cuatro equipos en busca de dos pasajes a Segunda División. Los clasificados: Grupo Sur: Fdez Vial y Enfoque, Grupo Norte: Quilicura (el otro saldrá entre Prov Talagante quien empató o Def Casablanca)
Vial golea a Enfoque quedando puntero con 9 ptos. lo sigue Quilicura con 4.
Cuando más tarde logra una victoria en el Estadio El Morro por 2 goles a 0 sobre Talagante, se gana el derecho a ser uno de los clubes que de pasar el consejo de presidentes y de directorio ingresaría a la longeva Segunda División. aun todo esta en ascuas, ya que se sabe de la desafiliación del Fernández Vial SADP en 2012 que era el club reconocido como oficial por la Anfp en desmedro del Corporación, por lo que de no arreglarse la situación aun si el club fuera aceptado dentro de la Anfp, se vería obligado cambiar su nombre e imagen corporativa ya que la Anfp no acepta ni el retorno de un club desafiliado ni que otro club utilice el nombre de un club desafiliado (puede utilizar uno diferente a Fernández Vial SAPD, ej: A.Fernández Vial SADP, ya que le cambia el significado y la ANFP lo reconoce), de todas maneras F.Vial aún no levanta la copa de Campeón de la división. de todas maneras los clubes que asciendan deben esperar meses para ver si son aceptados para jugar en dicho campeonato y luego jugar.
El título lo disputaron F. Vial y Quilicura producto del empate ferroviario ante Enfoque de Rancagua 3 a 3, y el triunfo de Quilicura ante Talagante 3 a 1, en esto quedó Vial con tres puntos arriba de Quilicura pero estos jugaron en la última fecha en el Estadio El Morro de Talcahuano, con cerca de 3000 personas, donde los "Aurinegros" ganaron 2-1 a Quilicura coronándose "Bi-Campeón" de Tercera División y la próxima temporada jugarían en la Segunda División Profesional de la ANFP.

### Año 2014: al margen de la Segunda División
El club participó de la elección del consejo Directivo o Directorio propuesto por el presidente Electo.
En un partido amistoso derrota a Puerto Montt por 2 a 1 de visitante.
El club resolvió constituirse como sociedad anónima deportiva profesional (S.A.D.P.) para poder intentar entrar a la Asociación Nacional de Fútbol Profesional de Chile, habiendo comunicado oficialmente su decisión en marzo de 2014.
Se decía que el club al fin había sido aceptado para competir en la ANFP pero solo fue una reunión informativa para entrega del cuaderno de cargos a presentar por el club y aún esta a la espera de ser aceptado, en la Segunda División Profesional, Si bien los ferroviarios se ganaron en la cancha ese derecho el 28 de diciembre pasado, cuando lograron el campeonato del torneo de 3.ª División A. La deuda que dejó el otro Vial, puso en jaque la participación de los ferroviarios en el profesionalismo.
Sin embargo, desde la Anfp, indicaron que este Fernández Vial no se puede hacerse cargo de las deudas que dejó el otro Vial, ese que era sociedad anónima deportiva y que el 2012 participó en la divisional.
La directiva de los aurinegros oficiales para Sergio Jadue en el fútbol profesional fue comandada por Audito Retamal, instancia en la que fueron desafiliados por deudas. Deudas de 220 millones de pesos por no pago de inscripción y otros quince millones por no pago de remuneraciones y cotizaciones, las que si son pagadas, el Vial de Retamal terminaría con su desafiliación y podría volver a la ANFP. Esto aclara que el club, no ha sido legitimado como el histórico, si no como un nuevo club sin deudas. más aún, si se ganan la tutoría del club histórico, tendrían que hacerse cargo de la deuda del Cub Deportivo Arturo Fdez. Vial sadp, dejando extinto al club Fdez. vial Sadp actual que está en vías de ser Sadp y está postulando a la Anfp. De todas maneras que se ganen la tutoría del Vial histórico, es poco probable ya que el tribunal pertinente archivo el caso.
Dos de los principales candidatos a entregar aportes económicos al club -Rafael Garay y Julio César Rodríguez- habrían decidido dejar de invertir, ante el “regreso” de Audito Retamal. Frente a estas determinaciones, se complica la participación de la Corporación de Fernández Vial en el fútbol profesional, quienes se ganaron en cancha el derecho de participar y que estarían viendo truncada, la opción de ver a su equipo en el profesionalismo. Con esto, la dirigencia deberá buscar con urgencia la manera de cancelar los $50 millones, que pide la Anfp para participar en el fútbol profesional.
Según palabras de Martín Hoces, en el cuaderno de Vial no venía el extracto de conformación de la S.A.D.P, tampoco el documento bancario relativo al pago de inscripción ($35 millones) ni el cheque en garantía ($15), tampoco había ninguna firma de acuerdo con el otro Vial, relató el presidente de la Tercera División. por lo que no reúnen los requisitos para ingresar.

### Reaparición del Vial en Tercera División
Tras 1 año y medio de inactividad, el elenco aurinegro fue acogido por la ANFA para jugar el torneo de Tercera División del año 2015 y ahora fusionándose con el club oficial de la SADP como un solo Vial, poniéndole fin al martirio de los hinchas vialinos. Por las cercanías de los tiempos entre campeonatos y para poder dar un espacio a rearmar el equipo, el debut fue postergado para la Tercera División el año 2016. Durante este receso se logró traer a Nelson Acosta como director deportivo y se reunió a más de 10 mil hinchas en el Estadio Ester Roa Rebolledo durante la celebración de la "Noche Aurinegra".
En un principio, el club debía partir desde abajo (Tercera B) en su postulación como toda institución que reingresa a ANFA, ya que, al ascender deportivamente, se dejaría de ser parte de la entidad amateur, y si no es aceptado en la ANFP, un club queda sin afiliación, pero finalmente apareció inscrito en Tercera A. En esa calidad, los aurinegros participaron en la Copa Absoluta 2016, instancia donde quedaron eliminados prematuramente en manos de Lautaro de Buin. Este fracaso deportivo terminó con la salida del DT José Toledo. En el torneo oficial de la Tercera A, el club no tuvo posibilidades de ascender a la Segunda División Profesional.[cita requerida]
Finalmente en la edición de 2017 el Vial consigue su ascenso a la Segunda División al terminar en segundo lugar el campeonato con 57 puntos y superando por diferencia de goles (+34)  a Deportes Rengo (+23) y Colina (+22), todos tras el campeón General Velásquez.

### De retorno al profesionalismo
En 2018, en el regreso a la Segunda División Profesional tras la desafiliacion en 2012, el equipo fue dirigido en cancha por Roberto “Zorro” Muñoz , el rendimiento del equipo fue bajo y solo logró escapar de la zona de descenso en la penúltima fecha ante el colista y luego retirado de la competencia para la próxima temporada Malleco Unido por 1 a 0
En la temporada 2019 a penas iniciado el torneo el plantel realiza un paro de sus actividades por el no pago de las remuneraciones, repitiéndose nuevamente los problemas económicos como en 2012 en la misma división, arriesgando sanciones y con esto haciendo muy abrupto su retorno a la segunda división profesional y tercera categoría del fútbol chileno.

### Polémica con Lautaro de Buin, regreso a Primera B y posterior descenso (2021-presente)
El 5 de mayo de 2021, el club Lautaro de Buin, por entonces campeón de la Segunda División Profesional, fue desafiliado por la ANFP, tras acusaciones de graves irregularidades en los contratos de los jugadores Hans Martínez y José Barrera. Dicho equipo presentó un recurso de apelación y finalmente, el 10 de junio del mismo año, se resolvió que se le revierte la desafiliación del fútbol profesional, a cambio de restarle seis puntos, por consecuencia le fue revocado el ascenso a Primera B y por ende, se vio obligado a volver a participar en la Segunda División Profesional, lo que a su vez otorga el ascenso a los aurinegros a la Primera B. El 15 de junio del mismo año, la ANFP ratificó oficialmente a Arturo Fernández Vial, como campeón de la Segunda División Profesional y con ello, el equipo aurinegro consiguió, finalmente, ascender a la Primera B. El 25 de junio del mismo año, el Consejo de Presidentes de la ANFP aprobó de manera unánime el ascenso de Arturo Fernández Vial a la Primera B, pero rechazó la posibilidad de que los vialinos, se refuerzen al menos, para la primera rueda de dicho torneo. En la temporada 2022, Fernández Vial tuvo un rendimiento irregular en el campeonato, logrando apenas 3 victorias, 17 empates y 12 derrotas. Esto condujo a su descenso a la Segunda División Profesional.
En 2024, el club estaba en la millonaria deuda que deben pagar  y quedaban horas para ver si el club sería desafilado o no, el club estaba haciendo una campaña para evitar la desafilacion.No obstante, lograron llegar a la meta con el apoyo de sus hinchas, los aurinegros consiguieron reunir el objetivo, así evitando la desafilacion del fútbol profesional. 
Sin embargo, en julio nuevamente pierde tres puntos por secretaría, provocando que el club quedé colista de la Segunda División Profesional 2024. Finalmente, en septiembre, y con la combinación de una serie de resultados, se define su descenso a Tercera División A.

## Uniforme
En sus inicios su indumentaria, consistió en zapatos de fútbol amarillos, medias cortas color negro, canilleras especiales, pantalón blanco, cinturón lacre, camiseta listada blanca y negra, y gorra del mismo color.
Posteriormente, y tal como otros clubes representativos del gremio de ferroviarios, cambió su camiseta por una listada amarilla y negra. Esto a partir del distintivo ferroviario, que a su vez proceden de la Locomotora Rocket, diseñada y construida por George Stephenson, vencedora de una prueba de aptitud en 1829, logrando de esta manera el contrato de la línea ferroviaria Liverpool-Mánchester, desde donde se expandió el modelo hacia el resto del mundo.
En 2012 su uniforme alterntativo uso camiseta celeste en la Segunda División.
En 2016 su uniforme alternativo pasó a ser rojo con vivos blancos siendo usado en partidos de la Copa Absoluta de la Anfa.

### Uniforme titular
| 1924 | 2011 | 2013 | 2019 | 2020 | 2021 | 2022-2023 |

### Uniforme alternativo
| 2011 | 2013 | 2019 | 2020 | 2022-2023 |

### Tercer uniforme
| 2020 | 2022-2023 |

### Indumentaria
Las siguientes tablas detallan la cronología de las marcas de las indumentarias y los patrocinadores de Fernández Vial.
| Período   | Proveedor         |
| --------- | ----------------- |
| 1987-1992 | Le Coq Sportif    |
| 1996-1997 | Umbro             |
| 1998-2000 | Adidas            |
| 2001      | Training Deportes |
| 2001-2002 | Corre Corre       |
| 2002-2003 | Adidas            |
| 2004-2009 | Training Deportes |
| 2008      | Kappa             |
| 2010-2012 | Romma             |
| 2013      | Dalponte          |
| 2016      | Jako              |
| 2017      | OneFit            |
| 2018-2019 | CAFU              |
| 2020-2021 | Puma              |
| 2021      | 1903              |
| 2022-2023 | Adidas            |
| 2023      | OneFit            |
| 2024      | Siker             |
| 2025      | INMTL             |

| Período   | Patrocinador          |
| --------- | --------------------- |
| 1982-1986 | AFP Cuprum            |
| 1991      | Maderas Magosa        |
| 1994-1996 | Grupo EFE             |
| 2000      | 117 Colo-Colo Carrier |
| 2001      | Point Cola            |
| 2008-2012 | Essbio                |
| 2013-2017 | Lucero                |
| 2018      | Lipigas               |
| 2019      | Lucero                |
| 2020-2021 | Casinos Integrados    |
| 2022-2023 | Mundo                 |
| 2024      | Lucero                |
| 2025      | ?                     |

## Infraestructura

### Estadio

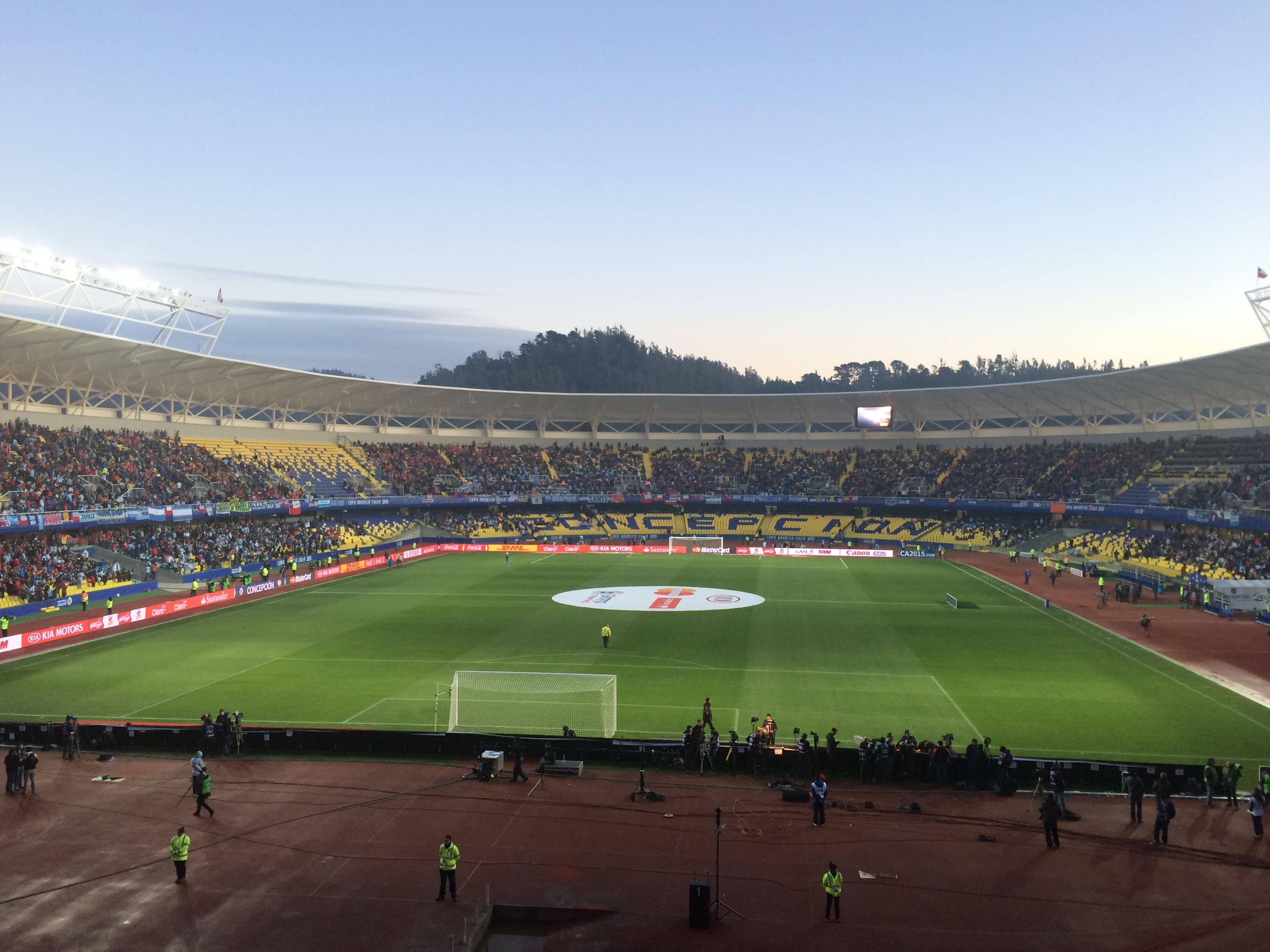
Estadio Ester Roa Rebolledo

Fernández Vial ejerce localía en el estadio Estadio Municipal de Concepción Alcaldesa Ester Roa Rebolledo. Tiene una capacidad para 33.000 espectadores.

### Campos deportivos
Desde octubre de 1988 Fernández Vial cuenta con los campos deportivos; ubicado en la localidad de Manquimávida, Chiguayante, el cual cuenta con dos canchas profesionales, camarines, gimnasio, oficinas, lavandería y piscina para el primer equipo y las divisiones inferiores del club. 

## Afición
La hinchada oficial de Fernández Vial es conocida como la Furia Guerrera fundada en el año 1988.
A mediados de los años 50 la popularidad del club fue creciendo debido a sus destacadas participaciones en el Campeonato Regional de Fútbol, registrando en sus graderías un promedio superior a las 5.000 personas incluso llegando a superar los 10.000 aficionados en algunos partidos, y para principios de los años 60 la hinchada comenzó a mostrar cada vez más pasión y furor por el equipo, dando orígenes a la barra oficial del vial.
El 25 de diciembre de 1965, un grupo de seguidores fundó la barra "Los Chicos Malos" (vialinos), considerada por varios como la primera barra brava del país. En la actualidad, esta agrupación opera como un club deportivo y recreativo con sede en la comuna de Hualpén, ubicado en Alemania 2911, específicamente a la altura del cerro Amarillo.

## Rivalidades
Los principales clásicos rivales de Fernández Vial son Naval —sucesor del antiguo club homónimo— y Deportes Concepción con el cual protagoniza el llamado Clásico Penquista. También mantiene fuertes rivalidades con Huachipato y Lota Schwager, los cuales viene enfrentando desde la década de 1950 en el Campeonato Regional de Concepción.
En los últimos años ha protagonizado fuertes encuentros con Iberia de Los Ángeles, Universidad de Concepción, con quien forma un derbi de la ciudad de Concepción, y Deportes Temuco que, debido a la paridad de ambos equipos en sus partidos los hinchas lo han llamado como clásicos rivales.

### Clásico Penquista
La rivalidad nace tras la negativa de Fernández Vial de fusionarse junto con otros equipos amateur de la ciudad (Galvarino, Liverpool, Juvenil Unido y Santa Fe) para formar el equipo que representaría por primera vez a la ciudad en un campeonato nacional profesional: Deportes Concepción, que ingresó a Segunda División en 1966.
El primer encuentro oficial se dio en 1982 en el marco del Torneo de Apertura de la Segunda División 1982, Fernández Vial y Concepción disputaron el primer Clásico Penquista de la historia el 3 de abril de 1982, ante 18.125 espectadores. El partido finalizó 0:0 y estuvo marcado por las expulsiones de Nelson Acosta en Fernández Vial; y de Miguel Gutiérrez, Marcelo Figueroa y David Godoy en Concepción.

### Clásico Vial-Naval
En el Campeonato Regional de Concepción se registraron memorables jornadas deportivas que tuvieron como escenario varias ciudades del sur de Chile, tradicionalmente rivales. En especial de la rivalidad Talcahuano-Concepción, prueba de ello son los partidos de Naval con Fernández Vial, los cuales fueron verdaderos clásicos con públicos desbordantes sobre las 10 mil personas.
El último encuentro oficial fue el 27 de agosto de 2005 con un triunfo de Fernández Vial 2 a 1.

## Datos del club
- Temporadas en 1.ª: 9 (1983-1984; 1986-1992)
- Temporadas en 1.ªB: 20 (1982; 1985; 1993-2008; 2021-2022)
- Temporadas en 2.ª: 6 (2012;[51] 2018-2020; 2023-2024 )
- Temporadas en 3.ª: 8 (1981; 2009-2013, 2016-2017)
- Mayor goleada propinada:
  - En Primera División: 6-3 a  Deportes Antofagasta  1983. 4-0 a Deportes Valdivia el 1 de noviembre de 1989 y a Unión San Felipe el 29 de noviembre de 1989.
  - En Primera B: 5-0 a Deportes Concepción el 10 de julio de 2004 y 6-1 a Magallanes el 18 de junio de 2005.
  - En Copa Chile: 7-1 a Deportes Temuco el 29 de marzo de 1988.
  - En Segunda División: 6-2 a San Antonio Unido[52] el 5 de agosto de 2018.
  - En Tercera División: 6-0 a Juventud Salvador el 24 de julio de 2016 y 7-1 a Chimbarongo FC el 27 de agosto de 2016.[53][54]
- Mayor goleada recibida:
  - En Primera División: 1-7 de Deportes La Serena el 5 de diciembre de 1991
  - En Torneos nacionales: 1-9 de Deportes Temuco el 21 de febrero de 1993 por la Copa Chile 1993
- Mejor puesto en la liga: 5.º (1991)
- Peor puesto en la liga: 21.º (1984)
- Peor puesto en Primera B: 17.º (2022)
- Máximos goleadores del club: Richard Zambrano (69 goles), Andrés Roldán (57 goles), Néstor Zanatta (34 goles), Rubén Dundo (28 goles).
- Máximo goleador en Primera División: Richard Zambrano (30 goles)
- Goles de arco a arco: 2, en 1991 Osmar Brunelli en Valparaíso, el otro en 2012 Darwin Nieves en Los Ángeles.

## Entrenadores

### Cronología
- Francisco Stuardo (1925)
- Álex Veloso (1981)
- Miguel Ángel Ruiz (1982)
- Antonio Vargas (1982)
- Hernán Godoy (1983)
- Antonio Vargas (1984)
- Humberto Cruz (1984)
- Nelson Acosta (1984-1988)
- Manuel Rodríguez Vega (1988-1989)
- Antonio Vargas (1989)
- Miguel Ángel Ruiz (1990)
- Justo Farrán (1990)
- Germán Cornejo (1990)
- Eduardo Cortázar (1991-1992)
- Sergio Gutiérrez (1993)
- Germán Cornejo (1994)
- Pedro Lucio Olivera (1995)
- Justo Farrán (1996)
- Eduardo Cortázar (1996-1997)
- Edgardo Avilés (1998-1999)
- Ricardo Ortiz (2000)
- Pedro Lucio Olivera (2001-2002)
- Jorge Rodríguez (2003)
- Eduardo Cortázar (2003)
- Edgardo Avilés (2004)
- Alberto Cisternas (2004)
- Luis Santibáñez (2005)
- Luis Ceballos (2005)
- Germán Cornejo (2006)
- Guillermo Páez (2006)
- Leonardo Vinés (2006-2007)
- Ricardo Ortiz (2007-2008)
- José Toledo (2008)
- Carlos González (2008)
- Eduardo Apablaza (2009)
- Osvaldo Hidalgo (2009)
- José Toledo (2009)
- Eduardo de la Barra (2010)
- Yuri Fernández (2010)
- Jorge Rodríguez (2011)
- Pablo Abraham (2012)
- Nibaldo Rubio (2012)
- Erwin Durán (2013)
- José Toledo (2016)
- Ramón Climent (2016)
- Edgardo Abdala (2016)
- Felipe Cornejo (2017-2018)
- Esteban Fuertes (2018)
- Cristián Molins (2018)
- Roberto Muñoz (2018)
- Erwin Durán (2019)
- Jorge Garcés (2019-2020)
- Claudio Rojas (2020-2022)
- Patricio Lira (2022)
- Claudio Rojas (2022)
- Jonathan Orellana (2023)
- Osvaldo Cataldo (2024)
- Sebastián Ortiz (2024-2025)
- José Toledo (2025-)

## Palmarés

### Títulos locales
| Torneos Locales                                   | Torneos Locales | Torneos Locales |
| Competición                                       | Títulos | Subcampeonatos  |
| ------------------------------------------------- | --- | --------------- |
| Asociación de Fútbol de Concepción (20/1)         | 1907, 1908, 1916, 1917, 1920, 1922, 1923, 1924, 1925, 1926, 1927, 1928, 1929, 1930, 1931, 1933, 1936, 1937, 1941, 1946 | 1943            |
| Apertura Asociación de Fútbol de Concepción (1/0) | 1941 |                 |

### Títulos regionales
| Torneos Regionales                  | Torneos Regionales | Torneos Regionales |
| Competición                         | Títulos            | Subcampeonatos     |
| ----------------------------------- | ------------------ | ------------------ |
| Copa Té Ratanpuro (3/0)             | 1914, 1915, 1916   |                    |
| Campeonato Provincial (1/0)         | 1936               |                    |
| Campeonato Regional de Fútbol (2/1) | 1958, 1959         | 1957               |

### Títulos nacionales
| Torneos nacionales                          | Torneos nacionales                                        | Torneos nacionales |
| Competición                                 | Títulos                                                   | Subcampeonatos     |
| ------------------------------------------- | --------------------------------------------------------- | ------------------ |
| Copa Chile (0/1)                            |                                                           | 1986               |
| Segunda División de Chile/Primera B (1/1)   | 1982                                                      | 1985               |
| Segunda División Profesional de Chile (1/0) | 2020                                                      |                    |
| Tercera División de Chile (3/2)             | 1981, Apertura 2013, Clausura 2013 (Como Nuevo Fdez.Vial) | 2011, 2017         |
| Campeonato Nacional de Fútbol Amateur (1/0) | 1945 (Fernández Vial Reforzado)                           |                    |

### Títulos amistosos
| Torneos amistosas                | Torneos amistosas | Torneos amistosas |
| Competición                      | Títulos           | Subcampeonatos    |
| -------------------------------- | ----------------- | ----------------- |
| Copa ciudad de Chiguayante (2/0) | 2019,2022         |                   |
| Copa Bicentenario EMG (1/0)      | 2023              |                   |